# Het eiland Arroyoka
Het eiland Arroyoka is een Belgisch-Franse stripreeks die begonnen is in 1975 met Michel Albert Louis Regnier (Greg) als schrijver en Claude Auclair als tekenaar.

## Albums
| Nummer | Titel               | Uitgever(s)                    | Schrijver                          | Tekenaar       |
| ------ | ------------------- | ------------------------------ | ---------------------------------- | -------------- |
| 1      | Het eiland Arroyoka | Uitgeverij Helmond, Le Lombard | Michel Albert Louis Regnier (Greg) | Claude Auclair |